# Кадмейская победа
Кадме́йская побе́да (др.-греч. καδμεία νίκη, также лат. Cadmea Victoria, Кадмова победа) — победа, доставшаяся слишком дорогой ценой; победа, равносильная поражению.
Уже Эразм Роттердамский отметил, что существует много противоречащих друг другу объяснений происхождения выражения:
- поединок Этеокла и Полиника, потомков легендарного основателя Фив Кадма (вариант: сыновей[1]), в котором они убили друг друга (эту точку зрения излагает Плутарх);
- победа Кадма над аргосским войском. Трактовку данного понятия можно найти у Павсания («Описание Эллады», кн. IX) — повествуя о походе аргивян против Фив и победе фиванцев, он сообщает: «но и для самих фиванцев это дело не обошлось без больших потерь, и поэтому победу, оказавшуюся гибельной и для победителей, называют Кадмейской»;
- трагедия Эдипа, потомка Кадма, который после победы над Сфинксом, женился по незнанию на собственной матери и оттого пострадал;
- победа фиванцев над аргивянами с последующим поражением от афинян, возмущённых обращением фиванцев с трупами павших воинов Аргоса (мнение Аристида);
- Кадм, согласно легенде, принёс грекам финикийский алфавит, но убил Линуса, который предлагал альтернативный алфавит, за что горожане Кадма изгнали, так что он не получил выгоды от победы.